# صبوة ابرص (طور الباحة)

تعديل مصدري - تعديل

صبوة ابرص هي إحدى قرى عزلة طور الباحة بمديرية طور الباحة التابعة لمحافظة لحج، بلغ تعداد سكانها 52 نسمة حسب تعداد اليمن لعام 2004.